# 건축탐구 - 집
《건축탐구 - 집》은 화요일 밤 9시 55분에 방송되는 다큐멘터리 프로그램

## 기획 의도
건축 전문가와 함께 집을 둘러보면서 집주인들의 삶과 집의 건축에 대해 관찰하는 다큐멘터리 프로그램.

## 방송 시간
2023년 4월 4일을 기준으로 한다.
| 방송 기간                       | 방송 시간                             | 방송 분량 |
| ------------------------------- | ------------------------------------- | --------- |
| 2019년 4월 30일~2019년 7월 23일 | 매주 화요일 밤 10시 45분~밤 11시 55분 | 70분      |
| 2019년 8월 27일~2020년 2월 18일 | 매주 화요일 밤 10시 45분~밤 11시 35분 | 50분      |
| 2020년 8월 25일~2021년 9월 28일 | 매주 화요일 밤 10시 45분~밤 11시 35분 | 50분      |
| 2020년 3월 31일~2020년 8월 11일 | 매주 화요일 밤 10시 40분~밤 11시 30분 | 50분      |
| 2021년 10월 5일~2022년 2월 22일 | 매주 화요일 밤 11시 5분~11시 55분     | 50분      |
| 2022년 3월 1일~2023년 3월 28일  | 매주 화요일 밤 10시 45분~밤 11시 35분 | 50분      |
| 2023년 4월 4일~2024년 4월 30일  | 매주 화요일 밤 10시 50분~밤 11시 40분 | 50분      |
| 2024년 5월 7일~현재             | 매주 화요일 밤 9시 55분~밤 10시 45분  |           |

## 같이 보기
관련 항목
- 집

방송 프로그램
- 생활의 발견(KBS 1TV)
- 구해줘! 홈즈(MBC TV)
- 좋은 아침 하우스(SBS TV)
- 홈데렐라(TV조선, 라이프타임, SBS F!L 공동 편성)
- 와타나베의 건물탐방(TV 아사히)
- 집 나와라 뚝딱(영어판)(HGTV)